# استیون کویتلاواک ملندز
استیون کویتلاواک ملندز (انگلیسی: Steven C. Melendez؛ زادهٔ ۱۹ اکتبر ۱۹۴۵) کارگردان فیلم، پویانما، تهیه‌کننده فیلم و تهیه‌کننده تلویزیونی اهل ایالات متحده آمریکا است. وی از سال ۱۹۶۶ میلادی تاکنون مشغول فعالیت بوده‌است. وی همچنین برندهٔ جوایزی همچون جوایز امی شده‌است.